# 1965
1965. је била проста година.

## Догађаји

### Јануар
- 1. јануар — Под вођством лидера покрета Фатах Јасера Арафата формирана је Палестинска ослободилачка организација.

### Фебруар
- 9. фебруар — Прве америчке борбене трупе су послате у Јужни Вијетнам.
- 19. фебруар — Проглашена независност афричке државе Гамбије у оквиру Британског комонвелта.
- 20. фебруар — Насина сонда Ренџер 8 је успешно послала 7.137 слика Месеца у последњих 23 минута своје мисије пре него што се срушила у Море спокојства.

### Март
- 2. март — Америчко и Јужновијетнамско ваздухопловство су започели операцију Котрљајући гром, трогодишњу кампању бомбардовања Северног Вијетнама.
- 7. март — Државна и локална полиција у Селми су претукле групу од око 600 активиста за грађанска права током марша на Монтгомери.
- 18. март — Током лета васионског брода "Восход 2" совјетски космонаут Алексеј Леонов изашао из летелице и постао први човек који је изашао у отворени свемир.

### Јун
- 8. јун — Армија САД у Јужном Вијетнаму добила овлашћење да предузима офанзивне операције.
- 19. јун — Закон о грађанским правима је усвојен у Конгресу САД након филибастера од 83 дана.
- 19. јун — Генерал Хуари Бумедијен војним ударом са власти збацио председника Алжира Ахмеда бен Белу.

### Јул
- 14. јул — „Маринер 4“, америчка сонда лансирана 1964. године, направио је прве фотографије Марса.
- 16. јул — Отворен је 11,6 km дуг тунел испод Монблана који је повезао Италију и Француску.

### Август
- 6. август — Амерички председник Линдон Џонсон је потписао Закон о праву гласа, чиме је он ступио на снагу.
- 9. август — Малезија је избацила Сингапур из свог састава због жестоког идеолошког сукоба њихових владајућих странака.

### Новембар
- 25. новембар — Војним ударом под вођством генерала Жозефа Мобутуа у Конгу је збачен са власти председник Жозеф Каса-Вубу.

### Децембар
- 7. децембар — Васељенски патријарх Атинагора и папа Павле VI укинули су међусобну екскомуникацију две цркве којом је 1054. почео раскол двеју хришћанских цркава.

## Рођења

### Јануар
- 4. јануар — Џулија Ормонд, енглеска глумица[1]
- 4. јануар — Ги Форже, француски тенисер[2]
- 5. јануар — Вини Џоунс, енглеско-велшки глумац и фудбалер[3]
- 9. јануар — Магси Боугс, амерички кошаркаш и кошаркашки тренер[4]
- 9. јануар — Џоели Ричардсон, енглеска глумица[5]
- 9. јануар — Хадавеј, тринидадско-немачки музичар[6]
- 10. јануар — Дејан Јоксимовић, српски фудбалер[7]
- 13. јануар — Андрија Гавриловић, српски кошаркашки тренер
- 15. јануар — Џејмс Незбит, северноирски глумац[8]
- 15. јануар — Адам Џоунс, амерички музичар, најпознатији као гитариста групе [9]
- 16. јануар — Гоца Божиновска, српска певачица[10]
- 22. јануар — Дајана Лејн, америчка глумица[11]
- 24. јануар — Димитрије Илић, српски глумац[12]
- 31. јануар — Влада Стошић, српски фудбалер[13]

### Фебруар
- 1. фебруар — Брендон Ли, амерички глумац (прем. 1993)[14]
- 5. фебруар — Кике Санчез Флорес, шпански фудбалер и фудбалски тренер[15]
- 5. фебруар — Георге Хађи, румунски фудбалер и фудбалски тренер
- 6. фебруар — Јан Свјерак, чешки редитељ, сценариста и продуцент[16]
- 7. фебруар — Крис Рок, амерички глумац, комичар, писац, продуцент и редитељ[17]
- 9. фебруар — Велимир Перасовић, хрватски кошаркаш и кошаркашки тренер[18]
- 15. фебруар — Небојша Бакочевић, српски глумац[19]
- 17. фебруар — Мајкл Беј, амерички редитељ, продуцент и глумац[20]
- 18. фебруар — Dr. Dre, амерички хип хоп музичар, музички продуцент и глумац[21]
- 21. фебруар — Еваир, бразилски фудбалер[22]
- 23. фебруар — Кристин Дејвис, америчка глумица[23]
- 23. фебруар — Хелена Сукова, чешка тенисерка[24]

### Март
- 3. март — Драган Стојковић, српски фудбалер и фудбалски тренер[25]
- 13. март — Весна Тривалић, српска глумица[26]
- 14. март — Кевин Вилијамсон, амерички сценариста, продуцент, глумац и редитељ[27]
- 16. март — Сергеј Базаревич, руски кошаркаш и кошаркашки тренер
- 16. март — Белен Руеда, шпанска глумица[28]
- 16. март — Марк Карни, премијер Канаде (2025−).[29]
- 18. март — Дајана Лорен, америчка порнографска глумица, редитељка, плесачица и певачица[30]
- 24. март — Андертејкер, амерички рвач[31]
- 24. март — Маријан Вајда, словеначки тенисер и тениски тренер[32]
- 24. март — Питер Џејкобсон, амерички глумац[33]
- 25. март — Сара Џесика Паркер, америчка глумица, продуценткиња и модна дизајнерка[34]
- 28. март — Срђан Тодоровић, српски глумац и музичар[35]
- 30. март — Карел Новачек, чешки тенисер
- 31. март — Раде Тошић, босанскохерцеговачки фудбалер[36]

### Април
- 1. април — Божидар Ђелић, српски политичар и економиста
- 4. април — Роберт Дауни Јуниор, амерички глумац, продуцент и музичар[37]
- 9. април — Полина Поришкова, чешко-шведска глумица, модел и списатељица[38]
- 12. април — Ким Боднија, дански глумац[39]
- 10. април — Гордана Лукић, српска глумица[40]
- 16. април — Џон Крајер, амерички глумац, комичар и редитељ[41]
- 16. април — Мартин Лоренс, амерички глумац, комичар, музичар, сценариста и продуцент[42]
- 26. април — Душанка Стојановић, српска глумица[43]

### Мај
- 1. мај — Маја Маршићевић Тасић, српска новинарка и активисткиња (прем. 2001)
- 7. мај — Наташа Иванчевић, српска глумица[44]
- 8. мај — Татјана Венчеловски, српска глумица, књижевница, новинарка и радио и ТВ водитељка
- 10. мај — Линда Еванђелиста, канадски модел[45]
- 13. мај — Предраг Спасић, српски фудбалер[46]
- 16. мај — Крист Новоселић, амерички музичар, најпознатији као суоснивач и басиста групе [47]
- 16. мај — Винсент Риган, велшки глумац[48]
- 24. мај — Џон Рајли, амерички глумац, комичар, певач, сценариста и продуцент[49]
- 25. мај — Зоран Јовановић, српски кошаркаш[50]
- 27. мај — Пет Кеш, аустралијски тенисер
- 31. мај — Брук Шилдс, америчка глумица и модел[51]

### Јун
- 2. јун — Фрањо Араповић, хрватски кошаркаш[52]
- 4. јун — Игор Колаковић, црногорски одбојкаш и одбојкашки тренер
- 7. јун — Дејмијен Херст, енглески уметник[53]
- 8. јун — Френк Грило, амерички глумац[54]
- 9. јун — Зорана Павић, српска певачица
- 10. јун — Елизабет Херли, енглеска глумица и модел[55]
- 11. јун — Јоргос Барцокас, грчки кошаркаш и кошаркашки тренер
- 12. јун — Слободан Крчмаревић, српски фудбалер и фудбалски тренер[56]
- 23. јун — Милош Бурсаћ, српски фудбалер[57]
- 30. јун — Мич Ричмонд, амерички кошаркаш[58]

### Јул
- 3. јул — Кони Нилсен, данска глумица[59]
- 4. јул — Хорас Грант, амерички кошаркаш[60]
- 6. јул — Теофил Панчић, српски новинар, колумниста и књижевни критичар  (прем. 2025)
- 10. јул — Митар Мркела, српски фудбалер[61]
- 17. јул — Сантијаго Сегура, шпански глумац, сценариста, редитељ и продуцент[62]
- 23. јул — Слеш, енглеско-амерички музичар, најпознатији као гитариста групе
- 27. јул — Хосе Луис Чилаверт, парагвајски фудбалски голман
- 31. јул — Џ. К. Роулинг, америчка књижевница, сценаристкиња и продуценткиња[63]

### Август
- 1. август — Сем Мендиз, енглески режисер, сценариста и продуцент[64]
- 2. август — Рефик Шабанаџовић, црногорски фудбалер[65]
- 4. август — Фредрик Рејнфелт, шведски економиста и политичар, премијер Шведске (2006—2014)[66]
- 4. август — Михаел Скибе, немачки фудбалер и фудбалски тренер[67]
- 6. август — Лик Алфан, француски алпски скијаш и аутомобилиста
- 6. август — Дејвид Робинсон, амерички кошаркаш
- 10. август — Џон Старкс, амерички кошаркаш
- 11. август — Вајола Дејвис, америчка глумица и продуценткиња[68]
- 11. август — Душан Гојков, српски и југословенски песник
- 12. август — Питер Краузе, амерички глумац[69]
- 16. август — Горан Баре, хрватски музичар, најпознатији као оснивач и певач групе Мајке
- 19. август — Кевин Дилон, амерички глумац[70]
- 19. август — Кира Сеџвик, америчка глумица, продуценткиња и режисерка[71]
- 24. август — Марли Матлин, америчка глумица, списатељица и активисткиња[72]
- 24. август — Реџи Милер, амерички кошаркаш
- 27. август — Горан Василијевић, српски фудбалер и фудбалски тренер[73]
- 27. август — Пауло Силас, бразилски фудбалер и фудбалски тренер[74]
- 28. август — Шанаја Твејн, канадска музичарка и глумица[75]

### Септембар
- 2. септембар — Ленокс Луис, амерички боксер[76]
- 3. септембар — Чарли Шин, амерички глумац[77]
- 6. септембар — Предраг Ј. Марковић, српски историчар
- 7. септембар — Дарко Панчев, македонски фудбалер[78]
- 11. септембар — Башар ел Асад, сиријски политичар
- 11. септембар — Моби, амерички музичар и музички продуцент[79]
- 14. септембар — Дмитриј Медведев, руски политичар, трећи председник Русије
- 21. септембар — Фредерик Бегбеде, француски писац, књижевни критичар и ТВ водитељ
- 21. септембар — Дејвид Венам, аустралијски глумац[80]
- 23. септембар — Марк Вудфорд, аустралијски тенисер[81]
- 25. септембар — Скоти Пипен, амерички кошаркаш
- 26. септембар — Радисав Ћурчић, српски кошаркаш[82]
- 27. септембар — Стив Кер, амерички кошаркаш и кошаркашки тренер[83]

### Октобар
- 1. октобар — Тед Кинг, амерички глумац[84]
- 4. октобар — Драган Јовановић, српски глумац[85]
- 10. октобар — Крис Пен, амерички глумац (прем. 2006)[86]
- 12. октобар — Боб Шнајдер, амерички музичар[87]
- 21. октобар:
  - Јон Андони Гоикоечеа, шпански фудбалер[88]
  - Јожек Хорват Муц, словеначки и ромски књижевник и ромолог[89]

### Новембар
- 2. новембар — Наташа Мићић, српска политичарка и правница, председница Скупштине Србије
- 13. новембар — Жељко Петровић, црногорски фудбалер и фудбалски тренер[90]
- 14. новембар — Стјуарт Стејплс, енглески музичар, најпознатији као фронтмен, певач и гитариста групе [91]
- 15. новембар — Најџел Бонд, енглески играч снукера[92]
- 19. новембар — Лоран Блан, француски фудбалер и фудбалски тренер
- 21. новембар — Бјерк, исналдска музичарка, музичка продуценткиња и глумица[93]
- 21. новембар — Александер Сидиг, енглески глумац[94]
- 22. новембар — Мадс Микелсен, дански глумац[95]
- 23. новембар — Лидија Бајук, хрватска музичарка и песникиња
- 30. новембар — Алдаир, бразилски фудбалер[96]
- 30. новембар — Бен Стилер, амерички глумац, комичар, сценариста, редитељ и продуцент[97]

### Децембар
- 1. децембар — Магнифико, словеначки музичар
- 3. децембар — Катарина Вит, немачка клизачица на леду[98]
- 4. децембар — Улф Кирстен, немачки фудбалер и фудбалски тренер
- 5. децембар — Слађан Шћеповић, српски фудбалер и фудбалски тренер[99]
- 7. децембар — Џефри Рајт, амерички глумац[100]
- 14. децембар — Аљоша Асановић, хрватски фудбалер и фудбалски тренер[101]
- 17. децембар — Јасна Шекарић, српска стрелкиња[102]
- 18. децембар — Игор Милановић, српски ватерполиста[103]
- 21. децембар — Енди Дик, амерички комичар, глумац и редитељ[104]
- 22. децембар — Сержи Лопез, шпански глумац[105]
- 26. децембар — Мазињо Оливеира, бразилски фудбалер[106]
- 31. децембар — Николас Спаркс, амерички књижевник и сценариста

### Непознат датум
- Непознат датум - Владимир Арсенијевић, српски књижевник
- Непознат датум - Жељка Милановић, српска диригенткиња

## Смрти

### Јануар
- 24. јануар — Винстон Черчил, британски политичар и премијер Уједињеног Краљевства

### Март
- 18. март — Фарук I Египатски, египатски краљ
- 19. март — Георге Георгију-Деж, румунски политичар

### Јул
- 7. јул — Моше Шарет, израелски политичар[107]

### Август
- 21. август — Одил Дефреј, белгијски бициклиста. (*1888)

### Септембар
- 4. септембар — Алберт Швајцер, немачки теолог, музичар, лекар, добитник Нобелове награде за мир 1952. године[108]

## Нобелове награде
- Физика — Син-Итиро Томонага (朝永 振一郎), Џулијан Швингер и Ричард Фајнман
- Хемија — Роберт Бернс Вудвард
- Медицина — Франсоа Жакоб, Андре Луоф и Жак Моно
- Књижевност — Михаил Шолохов
- Мир — УНИЦЕФ
- Економија — Награда у овој области почела је да се додељује 1969. године